# Maldon
Maldon er en by i Maldon-distriktet i Essex i England med et indbyggertal (pr. 2015) på 21.741. Distriktet har et befolkningstal på 63.350 (pr. 2015). Byen ligger 58 km fra London. Den nævnes i Domesday Book fra 1086, hvor den kaldes Malduna/Meldona/Melduna.
Byen er kendt for det skelsættende slag ved Maldon i 991 e.Kr. Vikingerne vandt og indbyggerne måtte betale danegæld. I Maldon er der høstet det berømte flagesalt siden 1882.